# Nuxalk-Carrier Route

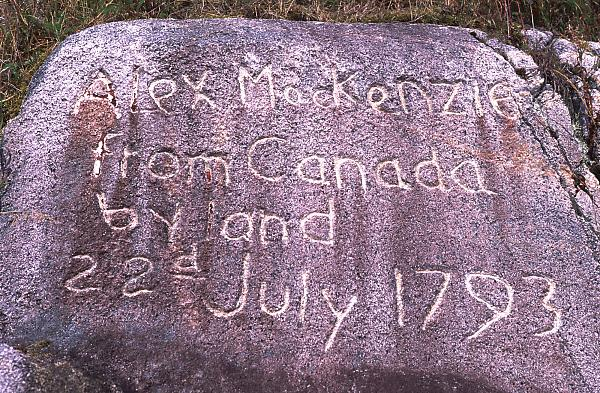
Inschrift, die Alexander MacKenzie am westlichsten Punkt seiner Entdeckungsreise am 22. Juli 1793 hinterließ

Die Nuxalk-Carrier Route, auch als Alexander MacKenzie Heritage Trail oder Blackwater Trail bekannt, ist ein Pfad in der kanadischen Provinz British Columbia, der eine häufig genutzte Handelsroute zwischen Quesnel und Bella Coola darstellte. Von den zahlreichen, als Grease trails oder „Fettpfade“ bezeichneten Wegen ist er einer der längsten, die die Küste und das Binnenland der Provinz miteinander verbanden, die durch steile Gebirgszüge voneinander getrennt sind.
Bereits in vorkolonialer Zeit wurde der Pfad von den Nuxalk und den Dakelh genutzt, vor allem für den Handel mit dem butterartigen Fett des Kerzenfischs (Thaleichthys pacificus), das im gesamten Nordwesten Amerikas ein begehrtes Handelsgut war. Eine Vielzahl von Obsidianspitzen weist darauf hin, dass der Pfad über mehrere Jahrtausende in Gebrauch war und auch anderen Gütern als Transportroute diente.
Wie andere Pelzhändler auch nutzte Alexander MacKenzie, der von Montreal zum Pazifik reiste, die Pfade, wenn keine Kanuroute zur Verfügung stand. Am 20. Juli 1793 erreichte er den Ozean. Ein Stein im Sir Alexander Mackenzie Provincial Park kennzeichnet den westlichsten Punkt seiner Reise, der ersten Durchquerung Nordamerikas nördlich von Mexiko durch Weiße. 1987 wurde der Pfad in den Status eines heritage trail durch den Heritage Conservation Act erhoben, also zu einem historischen Pfad. Diese Benennung stößt bei Anthropologen auf Kritik, da MacKenzie nur einen Teil des Pfades – und dies nur ein einziges Mal – beging, während er über Jahrhunderte eine wichtige Handelsroute darstellte. Zum anderen verstellt dies den Blick dafür, dass der Pfad nur als Teil eines viel weiteren Netzes von Handelspfaden verständlich ist.
Der Pfad beginnt am West Road River, auch Blackwater River, zwischen Quesnel und Prince George, passiert den Kluskus- und den Eliguk-See, durchquert den Tweedsmuir-Provinzpark, folgt dann dem Bella Coola River bis zu einer fjordartigen Bucht, dem North Bentinck Arm. Der schwierige Pfad dürfte zwei bis vier Wochen in Anspruch genommen haben.